# Tijn Daverveld
Tijn Daverveld (* 29. April 2000 in Boxmeer) ist ein niederländischer Fußballspieler, der aktuell bei der AEL Limassol in der First Division unter Vertrag steht.

## Karriere

### Verein
Daverveld begann seine fußballerische Ausbildung bei der VV De Willy’s. Bis 2008 spielte er anschließend beim RKSV UDI ’19/CSU. Im Jahr 2008 wechselte er in die Jugendakademie der PSV Eindhoven. 2015/16 machte er dort ein Spiel für die B-Junioren, der U17. In der Folgesaison war er dort bereits Mannschaftskapitän, spielte aber nur dreimal. 2017/18 spielte er 21 Mal für die A-Junioren in der U19-Eredivisie und wurde am Ende Juniorenmeister mit der PSV. Daraufhin spielte er 2018/19 unter anderem in der Youth League, aber auch 18 Mal für die zweite Mannschaft in der zweitklassigen Eerste Divisie. Bei seinem Profidebüt am 13. Januar 2019 (20. Spieltag) schoss er beim 2:2-Remis gegen Jong Ajax direkt sein erstes Tor für die Jong PSV. In der Saison 2019/20 lief er 25 Zweitligaduellen auf, war bereits in einigen Partien der Spielführer und stand außerdem einmal im Spieltagskader der Profimannschaft. Die darauf folgende Saison spielte er 25 Mal, traf zweimal und lief fast immer als Kapitän auf.
Nach zwei kompletten Profispielzeiten bei der PSV wechselte er zur Saison 2021/22 zum zyprischen Erstligisten AEL Limassol.

### Nationalmannschaft
Daverveld durchlief bislang alle Juniorennationalmannschaft bis zur U19 des KNVB. Mit der U17 nahm er an der U17-EM 2017 teil, schied mit seinem Team aber bereits in der Gruppenphase aus.

## Erfolge
PSV Eindhoven U19
- Niederländischer A-Jugend-Meister: 2018